# Limón (Honduras)
Limón é uma cidade hondurenha do departamento de Colón.